# 李业道
李业道（1924年8月20日—2002年10月20日），笔名陈婴、沙旦等，男，四川遂宁人，中国音乐理论家，曾任中国音乐家协会第四届理事、《人民音乐》杂志主编、《音乐研究》杂志主编。